# Jorge Ibarra
Jorge José Ibarra Sánchez (Guadalajara, Jalisco, México, 29 de agosto de 1988) es un futbolista mexicano, juega como mediocampista y actualmente no tiene equipo.

## Estadísticas

### Clubes
Actualizado al último partido jugado el 13 de marzo de 2020.
| Querétaro F. C. · México                                                      | 2.ª                 | 2007-08             | 1   | 0  | -  | - | - | - | 1   | 0  | 0,00 |
| Querétaro F. C. · México                                                      | 2.ª                 | 2008-09             | 18  | 1  | -  | - | - | - | 18  | 1  | 0,06 |
| Querétaro F. C. · México                                                      | 2.ª                 | 2009                | 5   | 0  | -  | - | - | - | 5   | 0  | 0,00 |
| Querétaro F. C. · México                                                      | 1.ª                 | 2011                | 9   | 0  | -  | - | - | - | 9   | 0  | 0,00 |
| Querétaro F. C. · México                                                      | 1.ª                 | 2011-12             | 10  | 0  | -  | - | - | - | 10  | 0  | 0,00 |
| Querétaro F. C. · México                                                      | Total               | Total               | 43  | 1  | 0  | 0 | 0 | 0 | 43  | 1  | 0,04 |
| C. Irapuato · México                                                          | 3.ª                 | C-2010              | 7   | 0  | -  | - | - | - | 7   | 0  | 0,00 |
| C. Irapuato · México                                                          | 3.ª                 | A-2010              | 11  | 0  | -  | - | - | - | 11  | 0  | 0,00 |
| C. Irapuato · México                                                          | Total               | Total               | 18  | 0  | 0  | 0 | 0 | 0 | 18  | 0  | 0,00 |
| Altamira F. C. · México                                                       | 2.ª                 | 2012                | 10  | 0  | 6  | 0 | - | - | 16  | 0  | 0,00 |
| Altamira F. C. · México                                                       | Total               | Total               | 10  | 0  | 6  | 0 | 0 | 0 | 16  | 0  | 0,00 |
| Delfines F. C. · México                                                       | 3.ª                 | 2013                | 16  | 5  | -  | - | - | - | 16  | 5  | 0,31 |
| Delfines F. C. · México                                                       | 2.ª                 | 2013-14             | 28  | 3  | 4  | 0 | - | - | 32  | 3  | 0,09 |
| Delfines F. C. · México                                                       | Total               | Total               | 44  | 8  | 4  | 0 | 0 | 0 | 48  | 8  | 0,17 |
| Lobos BUAP · México                                                           | 2.ª                 | 2014-15             | 21  | 2  | 7  | 0 | - | - | 28  | 2  | 0,07 |
| Lobos BUAP · México                                                           | 2.ª                 | 2015-16             | 24  | 0  | 8  | 0 | - | - | 32  | 0  | 0,00 |
| Lobos BUAP · México                                                           | 2.ª                 | 2016-17             | 37  | 2  | 3  | 1 | - | - | 40  | 3  | 0,08 |
| Lobos BUAP · México                                                           | 1.ª                 | 2017                | 3   | 0  | -  | - | - | - | 3   | 0  | 0,00 |
| Lobos BUAP · México                                                           | Total               | Total               | 85  | 4  | 18 | 1 | 0 | 0 | 103 | 5  | 0,05 |
| Dorados · México                                                              | 2.ª                 | 2018                | 18  | 0  | 2  | 0 | - | - | 20  | 0  | 0,00 |
| Dorados · México                                                              | Total               | Total               | 18  | 0  | 2  | 0 | 0 | 0 | 20  | 0  | 0,00 |
| Venados F. C. · México                                                        | 2.ª                 | 2019-20             | 8   | 0  | 2  | 0 | - | - | 10  | 0  | 0,00 |
| Venados F. C. · México                                                        | Total               | Total               | 8   | 0  | 2  | 0 | 0 | 0 | 10  | 0  | 0,00 |
| Total en su carrera                                                           | Total en su carrera | Total en su carrera | 226 | 13 | 32 | 1 | 0 | 0 | 258 | 14 | 0,05 |
| (1) Incluye datos de Copa México. (3) No incluye goles en partidos amistosos. |                     |                     |     |    |    |   |   |   |     |    |      |